# Minuartia ellenbeckii
Minuartia ellenbeckii är en nejlikväxtart som först beskrevs av Adolf Engler, och fick sitt nu gällande namn av Michael George Gilbert. Minuartia ellenbeckii ingår i släktet nörlar, och familjen nejlikväxter. Inga underarter finns listade i Catalogue of Life.